# Hanne Ladefoged
Hanne Olsen f. Ladefoged (født 26. juli 1938 i Aarhus) er en tidligere dansk landsholdspiller i håndbold.
Hanne Ladefoged debuterede for Vejlby-Risskov Idrætsklub som 16 årig i 1954 og var herefter aktiv spiller til 1971. Hun var med til at vinde cirka 15 jyske mesterskaber.
Hun spillede fire landskampe. Hun var med på det hold som blev nummer fem ved verdensmestersksberne i markhåndbold 1960 i Holland og vandt sølv 1962 i Rumænien, dog uden at spille.